# Platja de Vilafortuny
La Platja de Vilafortuny es troba a la zona de llevant de la població de Cambrils (comarca del Baix Camp), al barri de Vilafortuny, que havia estat un antic nucli de població. De sorra daurada i fina i amb aigües tranquil·les, presenta una longitud 1.200 m i una amplada mitjana 70 m. Si accedeix per carretera A7 sortida Cambrils est. Hi ha línia regular d'autobús amb parades a la platja. La platja de Vilafortuny es troba davant de l'avinguda Diputació, enfront del passeig marítim envoltat de pins.
En aquest tram és possible l'allotjament en primera línia, ja que hi ha una àmplia oferta hotelera. Disposa de papereres, dutxes, lavabos, lavabos adaptats i altres serveis d'oci i restauració com bars, lloguer de tendals, hamaques i patins. Existeix una passarel·la fins a l'aigua per facilitar la seva accessibilitat. S'ofereix la possibilitat d'un servei d'acompanyament amb cadira de rodes adaptable per al bany de l'1 de juny al 15 de setembre. En temporada alta la neteja de la sorra es fa diàriament, ja que el seu grau d'ocupació és alt. Hi ha servei de vigilància de la platja així com de senyalització de l'estat de la mar.
Està guardonada amb la Bandera Blava, que reconeix internacionalment la qualitat de l'aigua i serveis.